# 瓦利亞塔內山
17°0′39″S 67°21′41″W / 17.01083°S 67.36139°W
瓦利亞塔內山（Wallatani），是玻利維亞的山峰，位於該國西部拉巴斯省的洛艾薩省，處於瓦利亞塔尼湖以西和喬赫尼亞科塔山東南面，屬於安第斯山脈中基姆薩克魯斯山脈的一部分，海拔高度5,336米。